# John Grant (zanger)
John William Grant (Buchanan, 25 juli 1968) is een Amerikaans singer-songwriter. Grant verwierf in de jaren 90 en begin jaren 00 roem als lid van de rockband The Czars uit Denver. Sinds 2010 legt Grant zich toe op zijn solocarrière.

## Carrière
Voor Grant samen met Chris Pearson de rockband The Czars oprichtte, ambieerde Grant een carrière als vertaler (Duits). Hij besefte echter dat zijn Engels te slecht zou zijn om gestalte te geven aan een loopbaan als vertaler.
Na het uiteenvallen van The Czars nam Grant een periode afstand van muziek om in 2010 terug te keren in de opnamestudio. In 2010 kwam zijn eerste solo-album Queen of Denmark uit. Dit album, wat werd uitgebracht op 6 april 2010 onder Bella Union, is opgenomen in samenwerking met de Amerikaanse folkrockband Midlake. Het door Grant als 'erg persoonlijk' album omschreven over zijn alcohol- en drugsverslaving en homoseksualiteit werd door het Britse muziektijdschrift Mojo uitgeroepen tot beste album van 2010.
Grant woont momenteel in Reykjavik waar hij in 2012 met Birgir Þórarinsson (Biggi Veira) van GusGus werkte aan zijn tweede studio-album Pale Green Ghosts.
Op 13 maart 2013 kwam het album Pale Green Ghosts' uit. Grant vertaalde ook het album Dýrð í dauðaþögn van Ásgeir. Zijn Engelse vertaling verscheen als In the Silence in oktober 2013.
In oktober 2014 nam Grant in Londen een album op met het BBC Philharmonic, getiteld With the BBC Philharmonic Orchestra: Live in Concert.

## Privéleven
Tijdens een live-optreden op het Meltdown-festival met Hercules and Love Affair in 2012 vertelde Grant voor het eerst openlijk dat hij hiv-positief is.
Op het album Pale Green Ghosts zingt Grant in het nummer Ernest Borgine over het hiv-positief zijn. In verschillende andere nummers refereert hij naar zijn jeugd en naar een ex-vriend.

## Discografie

### Albums
| Album met eventuele hitnotering(en) in de Nederlandse Album Top 100 | Datum van verschijnen | Datum van binnenkomst | Hoogste positie | Aantal weken | Opmerkingen |
| ------------------------------------------------------------------- | --------------------- | --------------------- | --------------- | ------------ | ----------- |
| Queen of Denmark                                                    | 06-04-2010            | 24-04-2010            | 38              | 5            |             |
| Pale Green Ghosts                                                   | 13-03-2013            | 16-03-2013            | 68              | 1            |             |

### Singles
| Single met eventuele hitnotering(en) in de Nederlandse Top 40 | Datum van verschijnen | Datum van binnenkomst | Hoogste positie | Aantal weken | Opmerkingen         |
| ------------------------------------------------------------- | --------------------- | --------------------- | --------------- | ------------ | ------------------- |
| GMF                                                           | 2013                  | -                     |                 |              | met Sinéad O'Connor |
| Sweet World                                                   | 2013                  | -                     |                 |              | met Nýdönsk         |